# ناتالیا سیگلیوتی
ناتالیا سیگلیوتی (انگلیسی: Natalia Cigliuti؛ زادهٔ ۶ سپتامبر ۱۹۷۸) یک هنرپیشه اهل اروگوئه و ایالات متحده آمریکا است. وی از سال ۱۹۹۴ میلادی تاکنون مشغول فعالیت بوده‌است.

## گزیدهٔ آثار

### تلویزیون
- بورلی هیلز ۹۰۲۱۰ (۲۰۱۳)
- سی‌اس‌آی: میامی (۲۰۰۳)

### بازی‌های ویدئویی
- عصر اژدها: ریشه‌ها - بیداری (۲۰۱۰)
- تأثیر فراگیر ۲ (۲۰۱۰)